# Ballins Dampfschiff-Rhederei

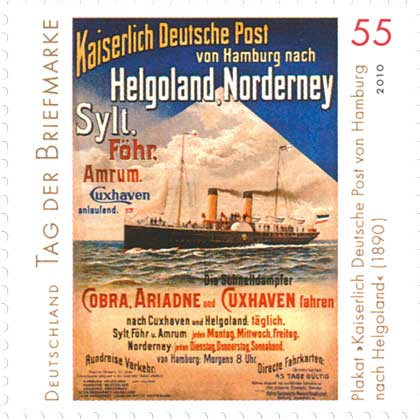

Ballins Dampfschiff-Rhederei-Gesellschaft war eine von Albert Ballin im Jahre 1889 in Hamburg gegründete Reederei, die im Seebäderdienst nach Helgoland, Föhr, Sylt, Amrum und Norderney tätig war.

## Geschichte

### Gründung
Ballin – der im Jahr zuvor aus der Auswandereragentur Morris & Co ausgetreten und in den Vorstand der HAPAG berufen worden war – kaufte 1889 auf eigene Rechnung den Seitenraddampfer Freia von Blohm & Voss, die das Schiff seit 1885 im Seebäderverkehr nach Helgoland, Wyk auf Föhr und Norderney betrieben und winters zum Liniendienst an der Riviera verchartert hatten. Mit diesem Kauf begründete er seine Ballins Dampfschiff-Rhederei. 1890 kaufte er als zweites Schiff den Seitenraddampfer Cuxhaven hinzu.

### Ballin-Braeunlich Kooperation
Da er sich mit diesem zweiten Kauf jedoch finanziell übernommen hatte, verkaufte Ballin die Freia noch im Jahre 1890 an die Reederei J. F. Braeunlich in Stettin für den Einsatz im Seebädertourismus Vorpommerns und gründete mit Braeunlich die Stettiner Seebäder-Reederei Ballin & Braeunlich, in die er seine Cuxhaven einbrachte. Ballin & Braeunlich fuhren von Stettin über Swinemünde (als Heimathafen), nach Misdroy, Ahlbeck, Heringsdorf und Zinnowitz. Geplant waren auch Fahrten nach Rügen. Als die Cuxhaven aber bereits am 27. Juli 1891 auf der Vinetabank bei Zinnowitz strandete und aufgegeben werden musste, bedeutete dies das Ende der kurzlebigen Stettiner Seebäder-Reederei Ballin & Braeunlich und der Zusammenarbeit von Braeunlich und Ballin.

### Seebäderdienst Nordsee
Ballin konzentrierte sich nun wieder auf den Inselverkehr vor der Nordseeküste. Bereits gegen Ende 1890 hatte er den 1889 in Schottland gebauten Seitenraddampfer St Tudno (ex Cobra) von der Fairfield Shipbuilding & Engineering Company in Govan, Glasgow gekauft, dem Schiff seinen ursprünglichen Namen Cobra zurückgegeben und es als sogenannten Turbinen-Schnelldampfer im Seebäderdienst auf der Route Hamburg – Helgoland – Sylt eingesetzt. 1891 kaufte er die Lady Gwendoline, ebenfalls ein 1889 in Schottland gebauter Seitenraddampfer, von der Reederei Edwards, Robertson & Co. in Cardiff hinzu, benannte sie um in Ariadne, und fuhr auch mit ihr von Hamburg und Cuxhaven nach Sylt, Föhr, Norderney und Amrum. Ballins Linienfahrten mit der Cobra und der Ariadne nach Helgoland, Norderney und den Nordfriesischen Inseln waren eine ernsthafte Konkurrenz für den vom Norddeutschen Lloyd von Geestemünde aus betriebenen Seebäderdienst und verschärfte sich noch mehr mit der Indienststellung des Seitenraddampfers Prinzessin Heinrich 1896 und dann des Doppelschraubendampfers Silvana 1897. Die Ariadne hingegen wurde am 27. August 1895 an die HAPAG verkauft, zu deren Vorstand Ballin seit 1888 gehörte; diese verlegte das Schiff als Tender nach Cherbourg.

### Nordsee-Linie Dampfschiffs-GmbH
Ab 1897 firmierte Ballins Reederei unter dem Namen Nordsee-Linie Dampfschiffs-Gesellschaft mbH.
Um ihre kleine Flotte besser auszulasten, vercharterte die Nordsee-Linie ab 1902/03 die Cobra in den Wintermonaten an die HAPAG; das Schiff verkehrte dann bis 1913/14 im Winter zwischen Genua, Nizza und Monaco und kehrte in den Sommermonaten zum Seebäderdienst zwischen Hamburg, Helgoland und Sylt zurück. Ab 1904/05 wurde auch die Prinzessin Heinrich jeden Winter an die HAPAG verchartert und bis 1913/14 im Genua-Riviera-Dienst eingesetzt.

## Ende
Am 1. Januar 1905 wurde die Nordsee-Linie von der HAPAG, wo Ballin 1899 Generaldirektor geworden war, übernommen. Ihre drei Schiffe – Cobra, Prinzessin Heinrich und Silvana – blieben weiterhin im Seebäderdienst. Die noch im Jahre 1904 von der Nordsee-Linie georderte Kaiser ging mit der Übernahme noch auf der Helling ebenfalls an die HAPAG.